# Ecaterina Szabó
Ecaterina Szabó (in ungherese Szabó Katalin; Zagon, 22 gennaio 1967) è un'ex ginnasta romena di etnia ungherese.

## Palmarès
Olimpiadi
- 5 medaglie:
  - 4 ori (concorso a squadre a Los Angeles 1984, volteggio a Los Angeles 1984, trave a Los Angeles 1984, corpo libero a Los Angeles 1984)
  - 1 argento (concorso individuale a Los Angeles 1984).

Mondiali
- 10 medaglie:
  - 2 ori (corpo libero a Budapest 1983, concorso a squadre a Rotterdam 1987)
  - 6 argenti (concorso a squadre a Budapest 1983, volteggio a Budapest 1983, parallele asimmetriche a Budapest 1983, concorso a squadre a Montréal 1985, volteggio a Montréal 1985, trave a Montréal 1985)
  - 2 bronzi (concorso individuale a Budapest 1983, trave a Rotterdam 1987).

Coppa del Mondo
- 1 medaglia:
  - 1 bronzo (volteggio a Pechino 1986).

Europei
- 5 medaglie:
  - 2 ori (parallele asimmetriche a Göteborg 1983, corpo libero a Göteborg 1983)
  - 2 argenti (volteggio a Göteborg 1983, volteggio a Helsinki 1985)
  - 1 bronzo (concorso individuale a Göteborg 1983).